# José Morgado
José Cardoso Morgado Júnior (Pegarinhos, Alijó, 17 de Fevereiro de 1921 — Porto, 8 de Outubro de 2003) foi um matemático português.

## Biografia
José Morgado fez a escola primária em Pegarinhos e o primeiro e segundo anos do liceu em Favaios, que fica a cerca de 19 quilómetros da sua aldeia natal. Não se inscreveu no terceiro ano do liceu, por a família não poder arcar com as despesas necessárias, já que a localidade mais próxima onde o poderia fazer era Vila Real, a uns 60 quilómetros de Pegarinhos. Foram alguns dos professores que se encarregaram de tratar pessoalmente de garantir que o adolescente José Morgado prosseguisse os seus estudos, pois tinha-se revelado já um aluno excepcional. Esta história é relatada por aquele que seria o seu professor de Filosofia em Vila Real, Sant'Anna Dionísio, que acrescenta:
| “ | O rapaz […] foi, conforme se previa, um dos mais destacados para não dizer dos mais notáveis estudantes que teriam passado pelos bancos do velho liceu. Nós mesmo, em dois anos lectivos consecutivos, o leccionamos na disciplina de Filosofia e com segurança podemos testemunhar a seriedade das suas capacidades de inteligência e trabalho. Foi, nessa geração escolar, o mais distinto aluno do Liceu, tendo concluído o curso complementar de Ciências com a mais elevada qualificação que a escala valorativa, convencional, entre nós o permitia e permite. | ” |

Fez os seus estudos superiores na Faculdade de Ciências da Universidade do Porto, tendo-se licenciado em Ciências Matemáticas em 1944. Para poder efectuar os seus estudos superiores, José Morgado deu explicações e, a partir de 1942, iniciou a sua carreira docente, leccionando em colégios particulares (em Espinho e no Porto). Em 16 de Julho de 1945 entrou como Assistente para o Instituto Superior de Agronomia, em Lisboa.
Por deliberação do Conselho de Ministros de  14 de Junho de 1947, José Morgado é afastado do ensino oficial por razões políticas, juntamente com um grande número de cientistas portugueses (Crabbé Rocha, Francisco Pulido Valente, Manuel Valadares, …). Começou aqui um longo interregno na sua carreira profissional. Durante cerca de 13 anos viveu dando lições particulares (de Cálculo infinitesimal, Matemáticas gerais, Geometria descritiva, Geometria projectiva) a estudantes do ensino superior.
Participou na candidatura presidencial do general Norton de Matos (1949) e no Movimento Nacional Democrático. Nesta época foi preso diversas vezes, por razões políticas. Imigrou para o Brasil em 1960, tendo sido professor na Universidade do Recife até 1974, tendo como colega o seu antigo professor Ruy Luís Gomes a partir de 1962. Regressou a Portugal após o 25 de Abril, tendo-se tornado professor da Universidade do Porto. Jubilou-se em 1991.
Os seus trabalhos científicos são sobretudo da área da Teoria dos números e da Teoria dos reticulados.

## Obras
- Reticulados, Junta de Investigação Matemática, 1956
- Introdução à Teoria dos Reticulados, Universidade do Recife, 1962
- Para a História da Sociedade Portuguesa de Matemática, Sociedade Portuguesa de Matemática, 1995
- Homenagem ao professor Ruy Luís Gomes, Reitoria da Universidade do Porto — Instituto de Ciências Biomédicas Abel Salazar, 1995